# Edgar González Franco
Edgar González Franco (Temoaya, Estado de México, 3 de julio de 1980) es un futbolista mexicano retirado.

## Trayectoria
Fue un delantero rápido y de mucha técnica para remate a gol. Debuta con el Deportivo Toluca en el Apertura 2002 contra Necaxa. Sin embargo, bajo la sombra de Cardozo y Vicente Sánchez, poco puede hacer para tener regularidad. Está registrado con carné único en el Atlético Mexiquense de la Primera "A", lo que le permite tener actividad y poder jugar cuando se le requiera en el máximo circuito. Poco a poco va teniendo más actividad, aunque con Cardozo y Vicente Sánchez adelante, era difícil ser titular. Para el Apertura 2004 es transferido al Club América, donde tampoco tiene muchas esperanzas de ser titular. Regresó a Toluca para el Apertura 2006 y jugó otros 36 partidos con ellos hasta el final del Clausura 2008. Después de salir de Toluca jugó para el Club Tijuana (2008-09), CF La Piedad (2009-10), Altamira FC (2010-11) y el Club Universidad de Guadalajara, en la Liga de Ascenso. Tras el ascenso de Potros de segunda a la liga de plata del futbol mexicano, Edgar González se une como jugador de la escuadra equina de la Universidad Autónoma del Estado de México (UAEMex)

### Clubes
| Club                       | País                | Año         | Partidos | Goles | Media |
| -------------------------- | ------------------- | ----------- | -------- | ----- | ----- |
| Deportivo Toluca           | México              | 2002 - 2004 | 63       | 3     | 0.05  |
| Club América               | México              | 2004 - 2006 | 2        | 0     | 0     |
| Deportivo Toluca           | México              | 2006 - 2008 | 36       | 0     | 0     |
| Club Tijuana               | México              | 2008 - 2009 | 15       | 3     | 0.2   |
| C.F. La Piedad             | México              | 2009 - 2010 | 32       | 2     | 0.09  |
| Altamira F.C.              | México              | 2010 - 2011 | 28       | 8     | 0.29  |
| Universidad de Guadalajara | México              | 2011 - 2014 | 100      | 20    | 0.2   |
| Atlético San Luis          | México              | 2015        | 12       | 1     | 0.08  |
| Alebrijes de Oaxaca        | México              | 2015 - 2016 | 21       | 0     | 0     |
| Potros U.A.E.M.            | México              | 2016 - 2018 | 32       | 2     | 0.14  |
| Total en su carrera        | Total en su carrera | 2002 - 2018 | 339      | 39    | 0.12  |

## Palmarés

### Campeonatos nacionales
| Título             | Club                       | País   | Año  |
| ------------------ | -------------------------- | ------ | ---- |
| Primera División   | Club América               | México | 2005 |
| Primera División   | Deportivo Toluca           | México | 2005 |
| Liga de Ascenso    | Universidad de Guadalajara | México | 2013 |
| Campeón de Ascenso | Universidad de Guadalajara | México | 2014 |